# PonoPlayer

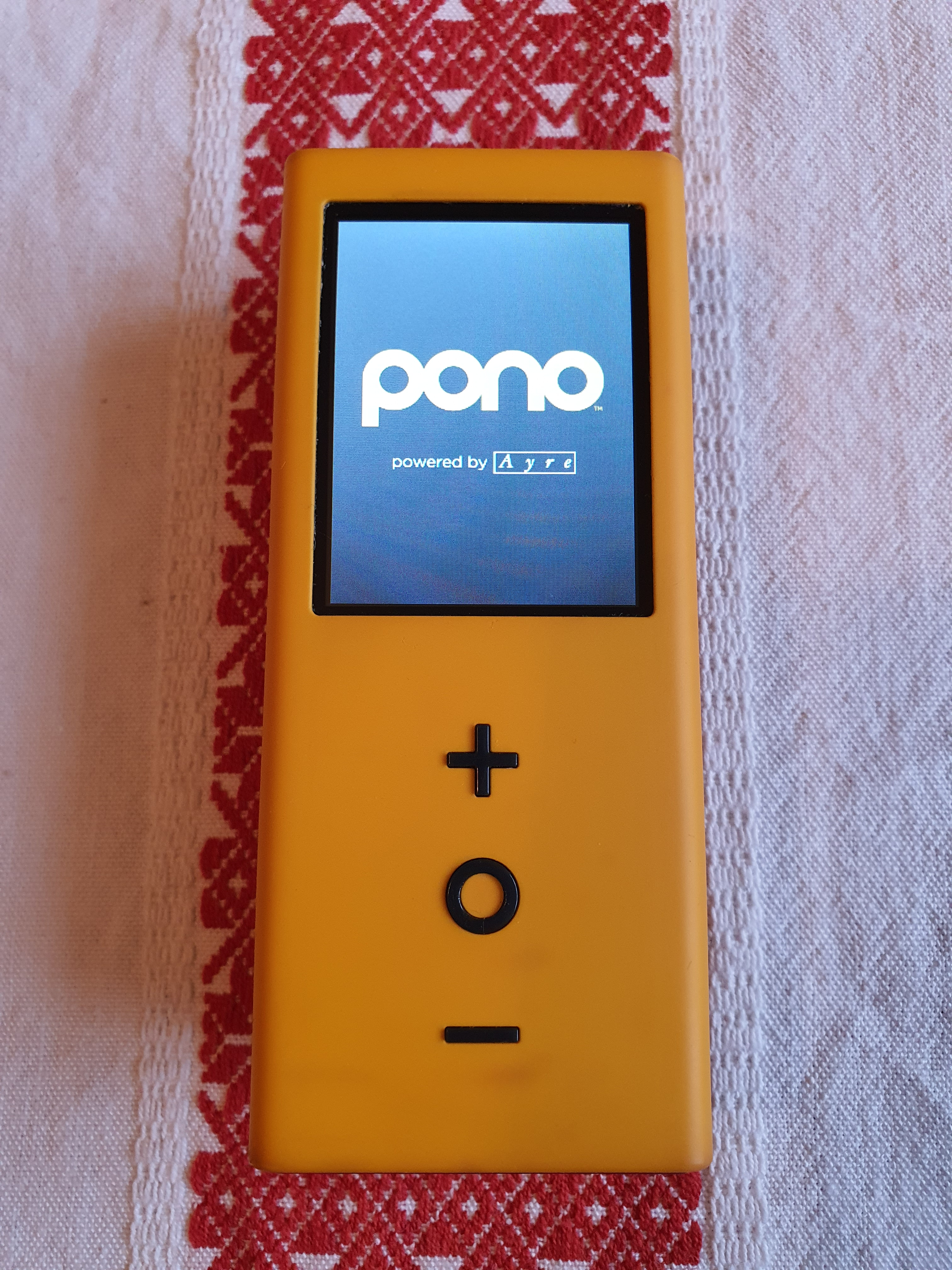
Un PonoPlayer.

Le PonoPlayer est un projet de baladeur numérique. Il est issu de la société PonoMusic, créée par le chanteur Neil Young pour diffuser de la musique de haute qualité d'enregistrement. PonoMusic devait fournir un service de musique numérique, permettant de télécharger légalement de la musique en très haute définition, mais le site de téléchargement n'a fonctionné que 2 ans, du printemps 2015 au printemps 2017.

## Projet

### Historique
Le projet de Neil Young a été présenté, via une campagne Kickstarter, lors du festival musico-technologique texan South by Southwest 2014. Le projet comprend un service de téléchargement de musique PonoMusic, accompagné d’un lecteur nommé le PonoPlayer.
La campagne Kickstarter a commencé le 15 mars 2014.

### Structure
L'offre Pono se compose des éléments suivants:
- Le lecteur de musique portable, le PonoPlayer, initialement vendu 399 $ soit au moment du lancement environ 290 €. En promotion en début de campagne, il est vendu 300 $[4] ;
- Un service de musique numérique nommé PonoMusic, permettant de télécharger légalement de la musique en haute qualité. Le prix d'un album est prévu entre 15$ et 25$[5] ;
- Un programme pour PC et Mac, nommé PonoMusic App, pour la gestion des médias,  permettant de télécharger la musique et de la charger dans  le PonoPlayer. Il est compris dans le prix du lecteur[4].

## Caractéristiques techniques

### Le lecteur
Le PonoPlayer est composé des éléments suivants,:
- Présentation :
  - Dimensions : 127(h) × 50,8(l) × 25,4(p) mm, de section triangulaire (correspondant aux dimensions anglaises en pouces: 5x2x1) ;
  - Poids : 128 g ;
  - Couleur : Noir, jaune ;
  - Surface plastique de finition douce au toucher ;
  - Écran : Écran à cristaux liquides couleur et tactile de type capacitif ;
  - Connectique :
    - Prise audio jack 3,5 mm ;
    - Prise électrique et données micro-USB.

  - Commandes disponibles :
    - Bouton 0 : interrupteur marche/arrêt ;
    - Boutons + et - : ajuster le volume sonore ;
    - Écran couleur tactile pour naviguer par album, chanson, artiste, et lancer, arrêter, avancer, reculer la lecture.
- Stockage: 
  - Livré avec 128 Go au total, composé de :
    - 64 Go internes en mémoire Flash ;
    - Une Carte mémoire MicroSD de 64 Go.

  - Type de cartes mémoire lues : SD, SDHC, SDXC.
  - Volume maximal : Fonction des capacités des cartes SDXC, théoriquement 2 To, à ajouter au 64 Go internes en mémoire Flash.
- Audio:
  - Formats lus : FLAC, MP3 notamment ;
  - Convertisseur DAC : Sabre-2M ES9018K  de la société ESS Technology ;
- Énergie :
  - Batterie : Type Li-Ion ;
  - Chargeur électrique: 120V / 240V alternatif ;
  - Câble micro-USB pour les échanges de données et le chargement électrique ;
  - Autonomie : 8 h.
- Logiciel :
  - PonoApp programme applicatif gratuit pour Mac et PC, pour la gestion des téléchargement et la gestion des morceaux dans le lecteur ;
- Un manuel d'utilisation.

Il ne comprend pas les éléments suivants :
- Micro intégré ;
- Haut-parleur intégré.

### Les fichiers musicaux

#### Fourniture standard
Le dessein initial est de lire des fichiers FLAC de la meilleure qualité possible.
La qualité fournie des morceaux dépend de la qualité de la source disponible, le but étant de fournir en priorité décroissante les qualités d'enregistrement suivantes :
- Ultra-haute : FLAC 9216 kbit/s (192 kHz/24 bits) ;
- Supérieure : FLAC 4608 kbit/s (96 kHz/24 bits) ;
- Haute : FLAC 2304 kbit/s (48 kHz/24 bit) ;
- CD sans perte : FLAC 1411 kbit/s (44,1 kHz/16 bits)[7].

#### Autres formats lisibles
- ALAC ;
- MP3 ;
- WAV ;
- AIFF ;
- AAC (non protégé)[8].

## Arrêt du service
Le site de téléchargement n'a fonctionné que 2 ans, du printemps 2015 au printemps 2017.